# هرشاد مهتا
هرشاد شانتیلال مهتا یک کارگزار سهام هند بود. مشارکت مهتا در کلاهبرداری اوراق بهادار هند در سال ۱۹۹۲، وی را به عنوان یک عامل دستکاری در بازار بدنام کرد. اگرچه، طبق گزارش تایمز اقتصادی، برخی از کارشناسان مالی معتقدند که هرشاد مهتا هیچگونه کلاهبرداری را مرتکب نشده‌است، وی «فقط از حفره‌های موجود در سیستم مالی سوءاستفاده کرده‌است». او، تا قبل از مرگ (با حمله قلبی ناگهانی) در سن ۴۷ سالگی در سال ۲۰۰۱، از ۲۷ اتهام کیفری علیه خود، فقط به چهار مورد محکوم شد. ادعا شده بود که مهتا درگیر یک طرح گسترده دستکاری در سهام با بودجه‌ای است که از طریق رسیدهای بانکی بی‌ارزش تأمین می‌شده‌است و شرکت او برای معاملات «آماده آتی» بین بانک‌ها واسطه شده‌است. مهتا توسط دادگاه عالی بمبئی و دیوان عالی هند به نوبه خود در یک رسوایی مالی به ارزش صد میلیارد روپیه که در بورس سهام بمبئی (BSE) صورت گرفت محکوم شد. این رسوایی حفره‌های موجود در سیستم بانکی هند و سیستم معاملات بورس سهام بمبئی (BSE) را آشکار کرد و به تبع آن SEBI قوانین جدیدی را برای پوشش این حفره‌ها وضع کرد. وی ۹ سال تحت محاکمه بود تا اینکه در پایان سال ۲۰۰۱ درگذشت.

## اوایل زندگی
هرشاد شانتیلال مهتا در ۲۹ ژوئیه ۱۹۵۴، در پانلی موتی، منطقه راجکوت، در یک خانواده گجراتی جائین متولد شد. دوران کودکی او در بوریوالی سپری شد، جایی که پدرش یک تاجر نساجی کوچک بود.

## تحصیلات
او تحصیلات اولیه خود را در مدرسه دولتی جانتا، کمپ ۲ بیهلای انجام داد. مهتا که از علاقه‌مندان به کریکت بود، در مدرسه دستاورد خاصی نشان نداد و پس از تحصیلات برای ادامه تحصیل و یافتن کار به بمبئی آمد. مهتا کارشناسی بازرگانی خود را در سال ۱۹۷۶ از کالج لالا لاجپاترائی، بمبئی به اتمام رساند و برای هشت سال بعد از فارغ‌التحصیلی در چندین شغل عجیب کار کرد.